# Большой Билиб
Большой Билиб — деревня в Шарканском районе Удмуртской республики.

## География
Находится в восточной части Удмуртии на расстоянии приблизительно 8 км на северо-восток по прямой от районного центра села Шаркан.

## История
Основана в XVIII веке выходцами из починка Пыридь Зюзинской волости и Дзильи и Данигурта Пургинской волости. В 1873 году здесь (починок Билиб большой или Комяк-гурт) было 25 дворов, в 1893 (Большой Билиб) 54 двора, в 1905 (уже деревня) − 63. До 2021 года входила в состав Шарканского сельского поселения.

## Население
Постоянное население составляло 1 мужчина (1802 год), 226 человек (1873), 412 (1893, почти все удмурты), 519 (1905), 74 человека в 2002 году (удмурты 91 %), 54 в 2012.